# Terrazze bahai
Le Terrazze bahá'í, note anche come Giardini pensili di Haifa, si trovano sul Monte Carmelo in Israele.
L'apertura ufficiale dei 19 splendidi giardini a Terrazze che si estendono dalle falde fino alla cima del Monte Carmelo, ad Haifa, Israele, è avvenuto la sera del 22 maggio 2001, il 158º anniversario della dichiarazione della missione del Báb. 
Costituite da giardini intervallati da terrazze circondano il Mausoleo del Báb, situato nel cuore delle Terrazze e sono meta di pellegrinaggio per i bahá'í e una delle maggiori attrazioni turistiche di Haifa.

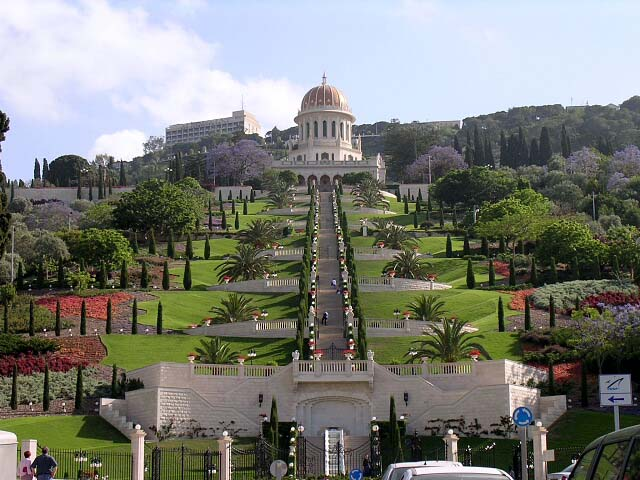
Le terrazze e il Mausoleo del Báb

Il Comune di Haifa ha conferito alle Terrazze il Premio Aphraim Lifshitz e il Council for a Beautiful Israel il 1999 Magshim Award.

## L'architettura
Le terrazze con i relativi giardini, con cui formano un tutt'uno, sono state disegnate dall'architetto di origine iraniana Fariborz Sahba, attualmente cittadino canadese, che ne iniziò la progettazione nel 1987 su incarico della Casa Universale di Giustizia: furono inaugurate ufficialmente il 22 maggio 2001.

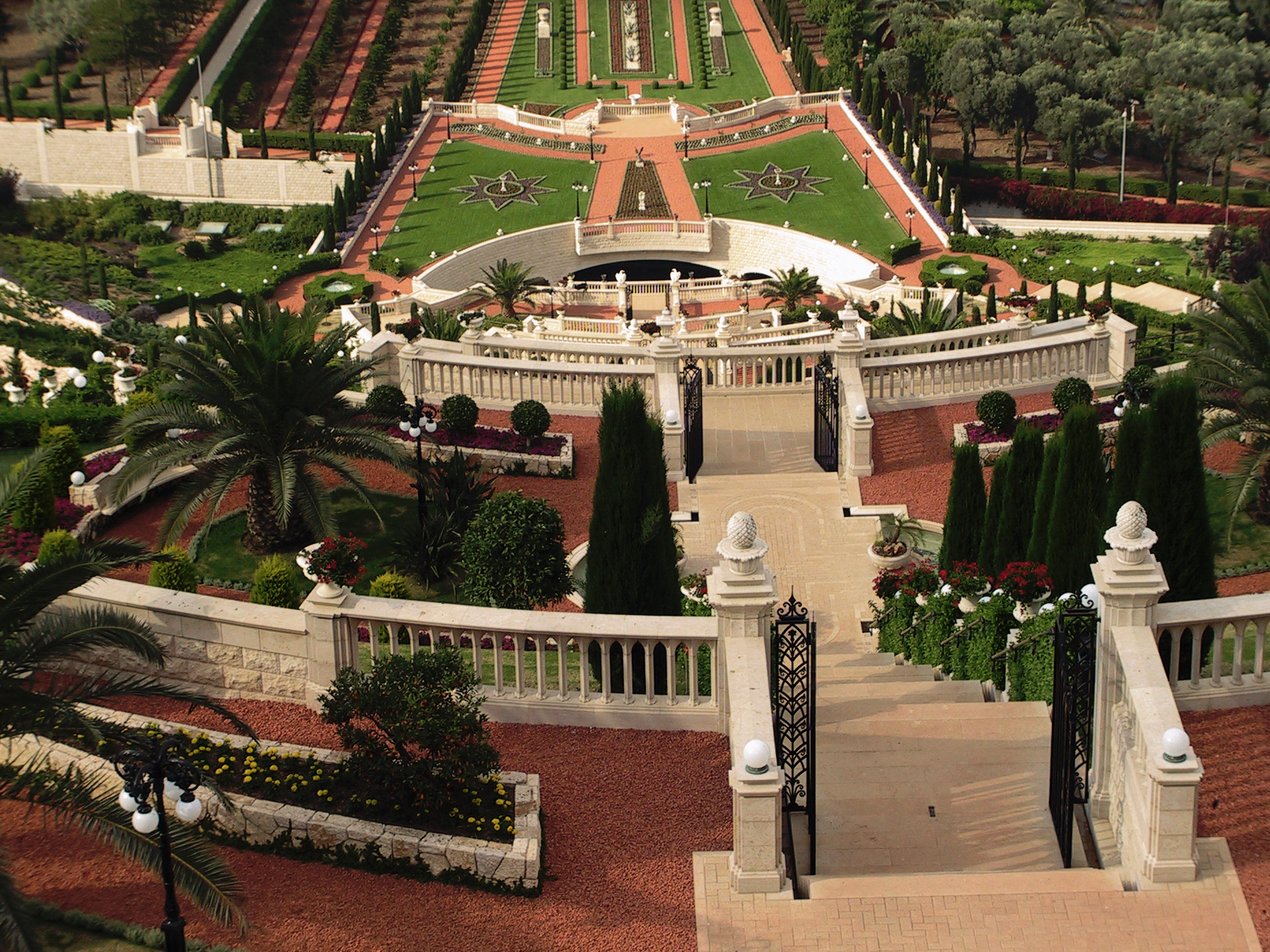
Particolare delle terrazze

Il complesso delle terrazze e dei relativi giardini occupa un'area di circa 200.000 metri quadrati sul pendio occidentale del Monte Carmelo.
La loro struttura architettonica è formata da 18 terrazze che si snodano per circa un chilometro lungo la pendenza occidentale del Monte Carmelo e hanno come fulcro il Mausoleo del Báb e la sua terrazza, la diciannovesima.
Le terrazze sono unite da una scalinata che interseca il Mausoleo del Báb, che di esse è il punto radiante voluto come tale dall'architetto Fariborz Sahba.
La scalinata è fiancheggiata da una coppia di ruscelletti d'acqua corrente che scende dall'alto fino alla base.
Per la realizzazione del progetto sono stati selezionati materiali locali, provenienti dall'ambiente circostante. Un elemento distintivo è la pietra estratta in Galilea. È interessante notare come parte dei lavori sia stata eseguita in Italia, utilizzando attrezzature computerizzate avanzate per l'epoca, come ha riferito l'architetto Fariborz Sahba, poiché tali tecnologie non erano ancora disponibili in Israele.
Le terrazze e i giardini sono in una posizione dominante sulla città e di essa offrono un ampio panorama fino al mare, ma al contempo sono per il visitatore che arriva dal basso uno spettacolo notevole per la loro grandiosità e la varietà dei colori che li caratterizza, mentre il mausoleo svetta come un faro.

## Irrigazione ecologica

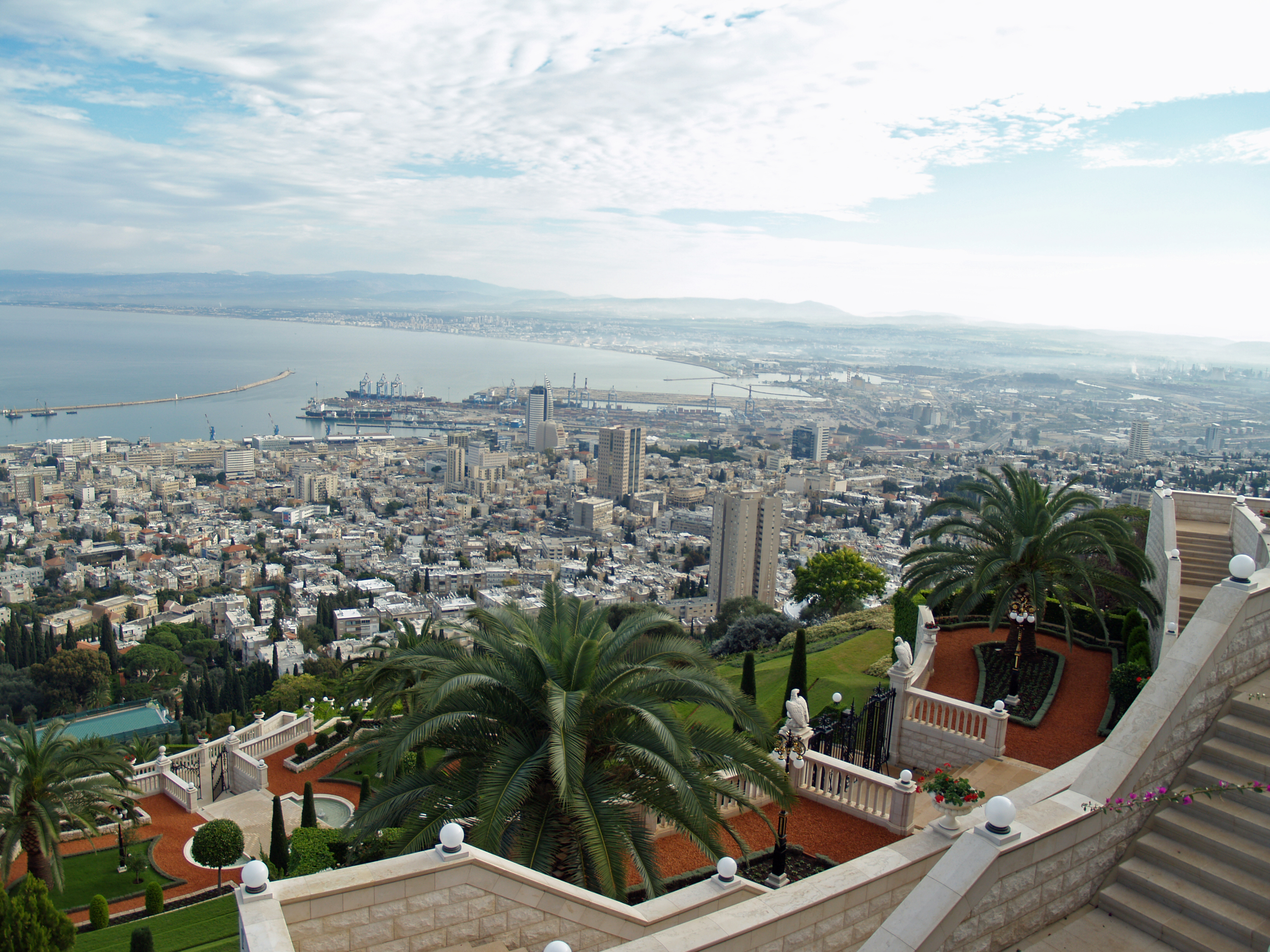
Panorama dall'alto delle terrazze su Haifa

Il sistema di irrigazione, del tutto computerizzato, tiene conto della situazione meteorologica contingente per gestire l'erogazione d'acqua, secondo un principio di risparmio energetico e idrico. All’epoca, durante gli anni ’80, sono state  condotte delle ricerche proprio per gestire le risorse idriche alla perfezione: quanto scoperto è stato poi implementato durante la pianificazione, in modo tale che il progetto si basasse sui principi solidi dell’ecologia e sposasse la tecnologia moderna a sostegno dell’idea iniziale.
Centinaia di valvole comandate dai computer consentono l'erogazione dell'acqua nei momenti migliori della giornata al fine di evitarne lo spreco.
L'irrigazione avviene di notte e nelle prime ore del mattino per impedire la vaporizzazione dell'acqua stessa a causa delle alte temperature che normalmente si registrano in quel territorio.
L'acqua che scende ai fianchi della scalinata costituisce un sistema chiuso per cui non se ne ha alcuna perdita. 

## Fiori e piante
Nulla è casuale: anche la scelta dei fiori e delle piante ha un significato, perché sono state decise sulla base dello studio dell’angolazione del sole, del terreno, della direzione del vento e in virtù della vicinanza al mare. Anche per quanto riguarda i colori c’è stato uno studio in merito alla luce e alle varie combinazioni scelte per ogni stagione. 

## Simbolismo
Le  Terrazze Rappresentano simbolicamente il Báb e le 18 Lettere del Vivente, i suoi primi seguaci, da ciò il loro numero di 19.
Nessuna terrazza è, in particolare, correlata a una specifica Lettera del Vivente.